# Tục thờ hổ ở Việt Nam

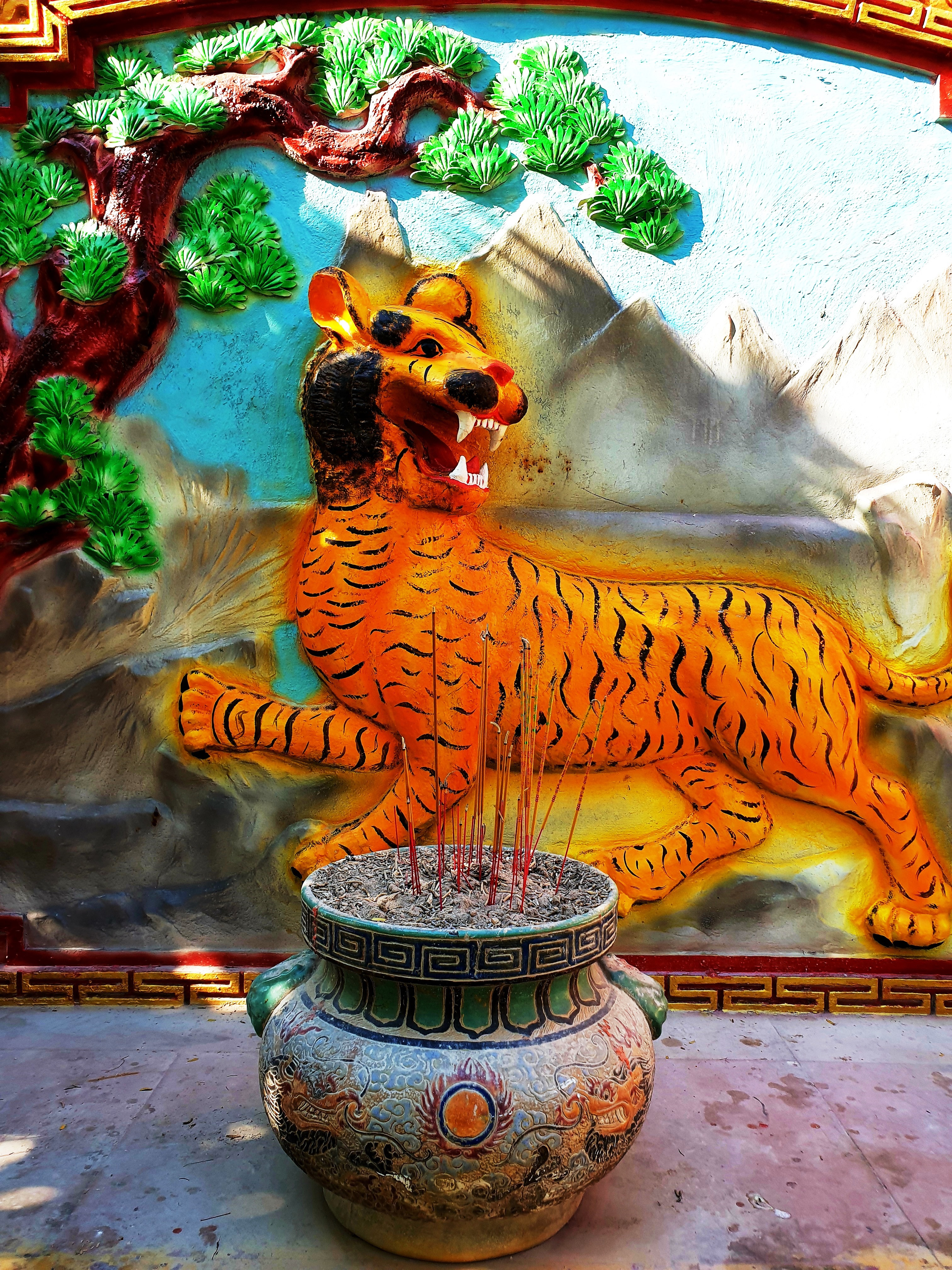
Phù điêu ông Cọp ở đình Bình Đông

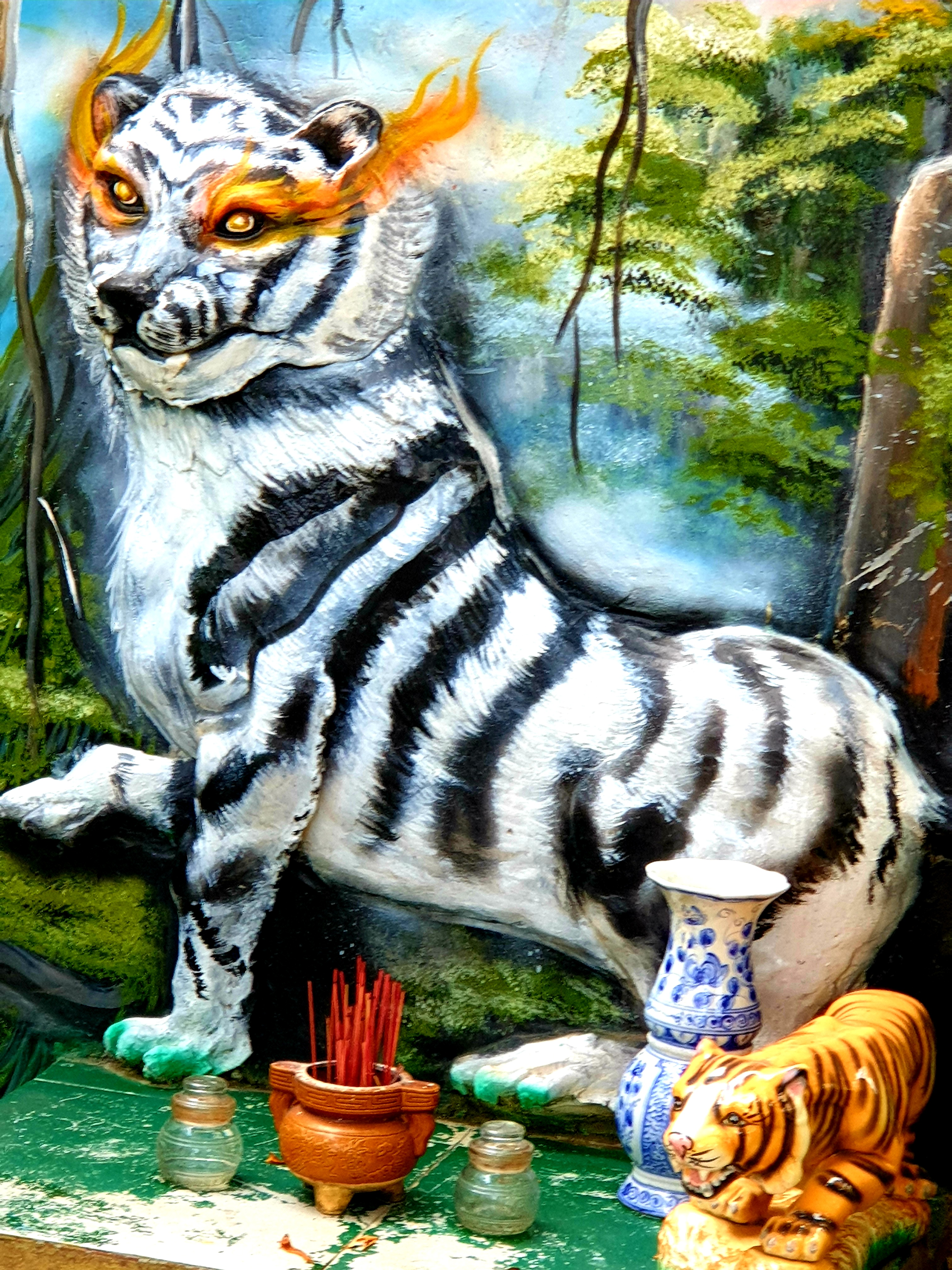
Phù điêu Bạch Hổ ở đình Cô Giang

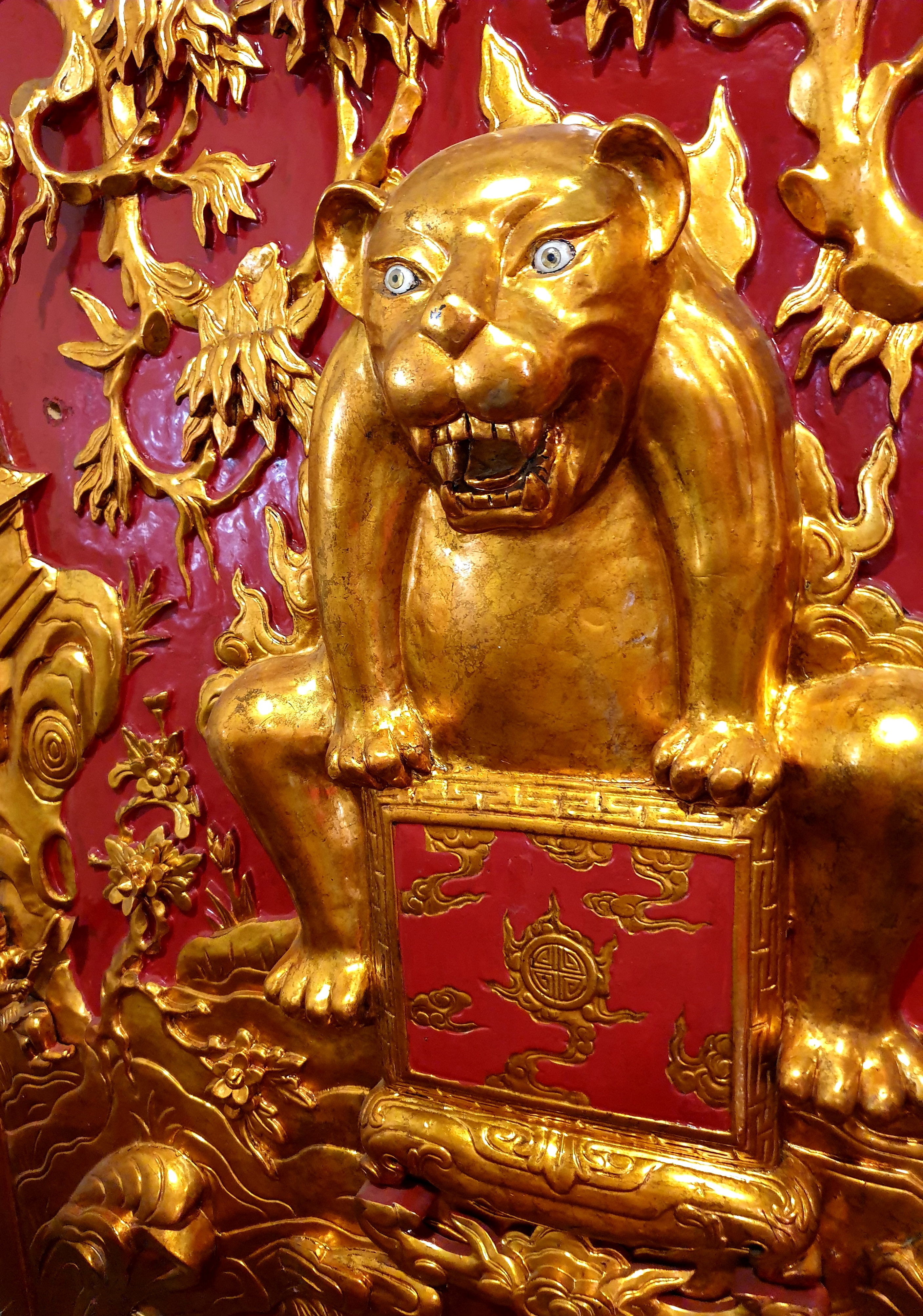
Hoàng Hổ tướng quân trong ban thờ ở Đền thờ Đức Thánh Trần

Hổ được tôn thờ và là hình tượng phổ biến đầy ấn tượng trong đời sống dân gian của người Việt với tục thờ hổ hay thờ thần hổ ở nhiều vùng miền. Dù ở miền Bắc, miền Trung hay miền Nam đều có tục lệ thờ Thần Hổ như một biểu tượng của con vật dũng mãnh, uy linh tượng trưng cho sức mạnh có khả năng trấn giữ cửa ải ngũ phương. Trên phương diện này hổ đã hoá thành vật linh thiêng với những cái tên trong huyền thoại dân gian. Không chỉ người Việt, một số đồng bào dân tộc thiểu số ở Việt Nam cũng có tục thờ hổ. Trong tín ngưỡng dân gian của người Việt, hổ là loài vật linh thiêng, được tôn thờ, sùng bái và gọi một cách trân trọng là ông, ngài, cậu, chúa. Thần hổ uy linh và đầy huyền bí đã đi vào đời sống tâm linh của người Việt, trở thành nhân vật được thờ cúng ở rất nhiều điện, đền, phủ ở miền Bắc và các miếu, đình, đền, chùa ở miền Nam. 

## Tổng quan
Việt Nam thuộc vùng ngữ hệ Nam Á, có đặc thù riêng về môi trường phù hợp cho sự phát triển của loài hổ. Sự phong phú về tên gọi thuần Việt và lịch sử lâu đời của loài hổ trong tiến hóa cũng như trong hệ 12 con giáp là yếu tố rất quan trọng để xác định lịch sử Nam Á. Ít nơi nào con hổ mang nhiều tên gọi như ở Việt Nam. Điều đó chứng tỏ vị trí quan trọng của nó trong đời sống văn hóa của người dân. Trong số các tên gọi nêu trên, tên được dùng phổ biến ở các vùng nhiều nhất là hổ. Trong dân gian, người ta còn gọi hổ là: Hùm, cọp, ông kễnh, ông hầm, ông ba mươi, bà um về vị trí của hổ trong rừng, người ta còn gọi nó bằng "Chúa sơn lâm" uy quyền, sau đó được nhấn mạnh thêm là "Chúa tể sơn lâm" hoặc "Chủ tể Sơn lâm".
Người Việt tôn thờ cọp mà không thờ sư tử, giữa hai con vật này có sự khác biệt trong quan niệm về tôn thờ. Đối với người Việt, sư tử là linh vật trang trí trong các công trình tín ngưỡng, tâm linh với vị thế là canh giữ công trình. Hổ là động vật bản địa của Việt Nam do vậy ở một chừng mực nhất định, hổ là loài động vật phổ biến hơn trong tâm thức của cộng đồng người dân. Sư tử không phải là động vật bản địa và hình tượng con sư tử được du nhập vào Việt Nam do sự giao thoa văn hóa, trong khi đó, việc thờ cọp được nảy sinh như một nhu cầu tất yếu trong quá trình đấu tranh chống lại điều kiện tự nhiên khắc nghiệt.
Đối với người Việt nói riêng, thần Hổ là một thế lực trong cả tự nhiên (thực tế) và đời sống tâm linh. Đó là thần đất, thần bảo hộ, tượng trưng cho các thế lực trên mặt đất, đối lập với con Rồng là tượng trưng cho các thế lực trên trời. Tín ngưỡng thờ thần Hổ, theo các tiểu thuyết và thần tích thì có từ thời Văn Lang. Hổ được coi là hóa thân của Phạm Nhĩ, một người nhà trời có sức mạnh như thiên lôi. Hổ được coi là thần cây chiên đàn, một thứ mộc tinh lâu đời, còn gọi là Xương Cuồng (ý nói rất bạo ngược). Trên các đồ đồng Đông Sơn có khắc hình hổ. Hổ được làm thành phù điêu, tượng để gầm bàn thờ trong các miếu, đền, cây hương. Tranh dân gian có Thần hổ, gồm tranh Ngũ hổ. Hổ vàng trung tâm, hổ đỏ phương Nam, hổ đen phương Bắc, hổ xanh phương Đông, hổ trắng phương Tây, cũng có tranh lẻ từng hổ từng màu, cho bốn phương và trung tâm theo thuyết ngũ hành. Ngũ hổ trấn bốn phương và trung tâm, hai bên có hai chòm sao Đại hùng tinh và Tiểu hùng tinh, cùng cờ phướn, kiếm tượng trưng cho võ công. Người ta mua tranh Ngũ hổ về dán gầm bàn thờ, hoặc dán ở miếu thờ thần hổ, miếu thổ thần, thổ địa với niềm tin tâm linh mãnh liệt..
Trong tín ngưỡng thờ Mẫu từ lâu đời ở Việt Nam thì "Quan Ngũ Hổ" cũng trở thành một bộ phận hữu cơ gắn bó với các đối tượng khác trong tín ngưỡng này Trong điện thờ đạo Mẫu Việt Nam, thần hổ được thờ cúng với tư cách là một sơn thần, có ban thờ riêng với một số nghi thức, nghi lễ đặc trưng. Hổ đã đi vào tâm thức dân gian với sự cung kính, tôn sùng bởi quyền năng trừ tà, ban phát tài lộc, công danh cho mọi người. Việc phụng thờ thần hổ không phát triển độc lập mà tồn tại song hành cùng với các tôn giáo, tín ngưỡng khác, đặc biệt là tín ngưỡng thờ mẫu. Sự hiện diện của hổ trong điện mẫu đã khẳng định uy quyền, sức mạnh của các vị thần tự nhiên trong hệ thống bách thần của người Việt.

## Trong tín ngưỡng

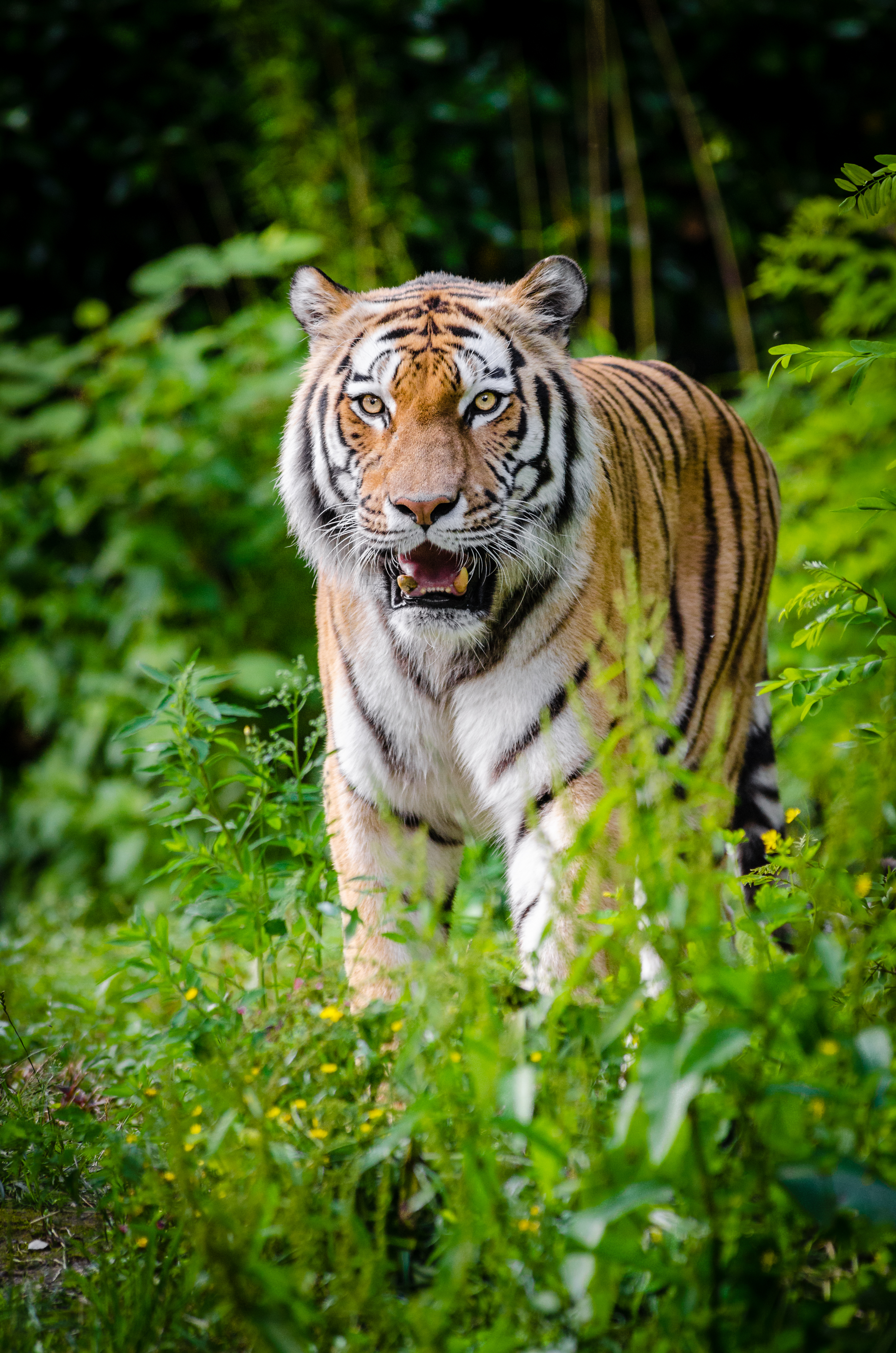
Trong tiềm thức người dân Việt Nam, hổ là con vật đầy uy linh và gắn liền với rừng núi, được thờ phụng ở nhiều nơi

Trong tiềm thức và tín ngưỡng dân gian Việt Nam, hổ hay ông ba mươi là tên gọi đầy uy linh, quyền kính trong những gian thờ như đình, đền, chùa, miếu mạo, miễu, thờ tại tư gia, hổ được coi là con vật linh thiêng, bởi thế mà danh xưng của nó cũng được thần thánh hóa bằng những cái tên như ngài, ông. Hình tượng "Hổ" được tôn thờ chính là một bước phát triển mới trong nhận thức về thế giới quan, nhân sinh quan của cộng đồng người Việt, trở thành một nét văn hóa.
Trong tự nhiên cuộc sống nguyên thủy xa xưa, rừng cây chật đất, người và thú dữ sống lẫn bên nhau, người săn thú, nhưng thú cũng ăn thịt người, một trở lực lớn đối với con người, thú dữ cũng được tôn làm thần thờ. Tín ngưỡng dân gian của người Việt thờ rất nhiều hiện tượng cũng như loài vật trong tự nhiên, với tâm niệm "vạn vật hữu linh", "có thờ có thiêng". Những hiện tượng ẩn chứa sức mạnh trong tự nhiên hay những loài vật có sức mạnh đe dọa đến đời sống con người, khiến con người sợ hãi là họ sẽ thờ tự. Việc thờ Thần Núi, Thần Hổ cũng bắt nguồn từ tâm niệm đó.
Xếp hàng thứ ba trong mười hai chi, cọp (Dần) là một hình tượng đa nghĩa, phức tạp trong tâm linh người Việt: vừa là ác thú, vừa là thần hộ mệnh. Từ thờ thần Hổ Cọp là ác thú được người kinh sợ đến độ lập đền thờ, hy sinh nhân mạng để tế lễ mỗi cuối năm, như tục thờ thần Hổ ở làng Ngọc Cục ở Hải Dương nhưng mặt khác, cọp lại là phúc thần được vẽ tranh thờ để trừ tà yểm quái. Trong văn hóa Việt Nam tồn tại hai quan điểm song song về hổ, một quan điểm văn hóa đề cao và sùng kính sức mạnh, vẻ đẹp, sự khôn lanh của loài hổ đồng thời một quan điểm sợ và khinh gét, bài trừ vì những nổi ám ảnh do hổ gây ra.
Nhưng nhìn chung thì quan điểm văn hóa thứ nhất luôn thắng thế, trong tâm lý người Việt xưa, cọp lại được xem là phúc thần, được vẽ trên nhiều tranh thờ, nhất là miền Bắc, tranh Hắc Hổ có tác dụng diệt trừ quỷ Phạm Nhan thường đột nhập vào phòng người phụ nữ đang ở cữ để ám hại trẻ sơ sinh. Trong tâm lý người dân phía Nam cũng có niềm tin cọp là phúc thần. Nhiều gia đình có tục thờ "ông ba mươi" như một cách để cầu công danh, mang lại sự may mắn.
Hổ là ác thần được biết đến qua tục giết người tế thần Hổ hay thần Xương Cuồng có ghi vào sử sách như Mộc Tinh trong Lĩnh Nam Chích Quái. Tục tế thần Hổ này có từ thời xa xưa trước Công nguyên, phong tục cổ sơ này, đã có vào thời các vua Hùng, khi quân nhà Tần và Triệu Đà lấn chiếm và đô hộ đất Văn Lang. Cho dù phong tục hy sinh nhân mạng để tế thần Hổ là đơn lẻ, thì nỗi sợ cọp, kinh hãi hùm thiêng vẫn là một tâm trạng có thật, kèm theo tư tưởng mê tín. Cọp không còn là ác thú hăm dọa loài người và thần Hổ không còn là ám ảnh. Nhưng trong tâm lý, con người vẫn giữ một hình ảnh kỳ bí nào đó về chúa sơn lâm, về bộ lông tráng lệ, oai phong lẫm liệt, và hành tung bí ẩn. Vẫn còn một không khí hoang đường, u minh.
Ở Nam bộ Việt Nam, vào thế kỷ trước cọp nhiều vô kể. Chúng sống rải rác ở khắp nơi, ở các cánh rừng ngập mặn tại các cửa của sông Tiền, sông Hậu, kể cả những nơi đã được khai hoang khá sớm, như Sài Gòn, Mỹ Tho, Bến Tre, Vĩnh Long. Những con cọp ở miền Nam rất táo tợn. Chính vì quá khiếp sợ nên người dân miền Nam khi khai hoàng phải tìm cách diệt cọp. Nhưng khi diệt cọp xong người ta lại lập miếu thờ cọp. Điều này cho ta thấy sự phức tạp trong tâm lý của các lưu dân và đồng thời cũng cho thấy tín ngưỡng thờ cọp đã có từ buổi đầu khai hoang, lập ấp. Đây là hiện tượng người Nam Bộ thờ cọp, họ sợ cọp nên thờ, gọi cọp là "Sơn quân chi thần", nhưng khi cọp đến phá phách nương rẫy, đe dọa đến tính mạng của con người thì họ cũng sẵn sàng tổ chức đánh đuổi cọp đi, hoặc giết cọp, giết xong lại lập miếu thờ.

## Theo địa phương
Người Việt Nam kính sợ hổ, gọi hổ bằng Ông Ba Mươi, ông cọp, ông hổ, ông khái, ngài, chúa tể sơn lâm, chúa sơn lâm, chúa tể rừng xanh, mãnh hổ rừng xanh, mãnh chúa sơn lâm, mãnh hổ, nhưng tùy địa phương, tùy sinh hoạt, quan hệ giữa người và hổ không đồng nhất ở các vùng miền. Trong tâm lý người dân Miền Bắc và Miền Nam, cách tiếp cận với con cọp, hay Thần Hổ, có phần khác nhau. Tuy rằng ở đâu cũng sợ cọp, kiêng dè nhưng dường như người dân Bắc Bộ kinh sợ cọp hơn người dân Đồng bằng sông Cửu Long. Phía Bắc, từ đồng bằng lên mạn ngược, có nơi sùng bái hùm thiêng, thờ phụng đến mê tín vào phương Nam, hình tượng sùng bái mê tín hổ mờ nhạt hơn phía Bắc, người dân Miền Nam cũng sợ cọp, nhưng chỉ là nỗi sợ hãi cụ thể, vật chất mà không sùng tín.
Ở Việt Nam nói chung và ở Nam Bộ nói riêng, khi mà cộng đồng người Việt từ khu vực miền Trung di cư vào đây theo quá trình mở rộng lãnh thổ về phương Nam, đây vốn là vùng đất hoang sơ và rất hiểm trở. Một trong những biểu hiện cho sự hiểm trở và hoang sơ chính là sự hiện diện của loài cọp. Truyền thuyết về sự hóa thân của Phạm Nhĩ để biến thành ông Ba Mươi là một phương thức lý giải cho sự tôn sùng của mình dành cho loài động vật này. Khi con người phải đương đầu với những khó khăn gì, những hiểm họa từ gì thì sẽ có xu hướng tôn sùng, e dè trước nó và sự tôn thờ hổ là điển hình, tại một số địa phương thì hổ trở thành ông Hương cả là một chức quan ở Nam Bộ hay sự sắc phong các danh hiệu "Sơn quân chi thần", "Sơn quân chúa xứ", "Sơn quân mãnh hổ".
Việc thờ thần Hổ ở ngoài Bắc đã mờ nhạt, chỉ còn là thờ Ngũ Hổ gắn với ngũ phương ngũ thần của Đạo giáo. Nhưng ở những miền đất mới khai phá nam Trung Bộ và Nam Bộ, ý niệm thần linh về loài thú dữ đã từng sát hại gây trở ngại bước tiến của con người còn khá đậm nét. Mối hiểm nguy từ con hổ ngay từ thời gian đầu vào khẩn hoang vẫn còn để lại dấu ấn và hiện hữu cho đến ngày nay thông qua những địa danh ở Nam Bộ. Dần dần về sau này, khi mà điều kiện môi sinh của con người đã dần được định hình, hổ không còn hiện diện một cách công khai như trước, song, con người vẫn còn giữ được sự tôn trọng của mình loài động vật này.
Không chỉ trên các tỉnh Tây Nguyên và vùng núi dọc các tỉnh ven biển miền Trung Việt Nam được ghi nhận là có nhiều hổ mà trong các thế kỷ trước cả miền Nam từ Đồng Nai, Bà Rịa xuống đồng bằng sông Cửu Long đến mũi Cà Mau vẫn còn cọp, rắn lớn, cá sấu và các loài thú lớn hoang dã sinh sống đông đúc. Lưu dân đến lập nghiệp phải đối diện với những hiểm nguy khi tranh giành môi trường sống. Trong các thú, người dân rất sợ và kính nể "ông cọp". Ngày nay vẫn còn các đền thờ "ông cọp" ở nhiều tỉnh, làng quê miền Nam với hình ông cọp ngay trước đền thờ, đó là các bức bình phong có hình ông cả cọp.
Nhiều ngôi đình miếu ở nam Trung Bộ và Nam Bộ còn thờ thần Hổ với những tước vị Sơn quân (vua núi), Hương cả (anh cả hương ấp), Bạch nha hổ lang chi thần (thần hổ lang răng trắng). Rất nhiều ngôi đình miếu ở Nam Bộ, trên tấm bình phong giữa sân đình, tạc hoặc vẽ hình hổ. Tại một số đình, chùa ở Nam Bộ vẫn còn cho khắc hình tượng hổ lên trên các tấm bình phong đặt ngay trước cổng của công trình với mục đích là hù dọa các ông Ba Mươi không dám đến quấy phá dân làng. Đây là biểu hiện của sự phức tạp trong nhận thức của cư dân khi vừa tôn thờ cọp nhưng cũng đồng thời phải bắt buộc đối đầu để có được cuộc sống bình yên.
Cùng với rắn, hổ là một trong hai hình tượng con vật trung tâm trong truyện kể dân gian một số dân tộc thiểu số miền núi phía Bắc Việt Nam. Trong tín ngưỡng thờ con vật của các dân tộc, con hổ xuất hiện phổ biến và là nhân vật chính trong tiểu loại truyện cổ tích loài vật, hổ còn xuất hiện với vai trò là nhân vật trợ giúp thần kỳ. Xuất hiện phổ biến, hình ảnh con hổ và con rắn đã tạo ra những dấu ấn riêng có trong truyện kể các dân tộc minh chứng cho tín ngưỡng coi trọng và thờ cúng các con vật ở một số dân tộc. Các dân tộc tiêu biểu như dân tộc Thái, Tày, Mường từ lâu vẫn duy trì một số tục thờ các con vật trong đó có hai loài hổ và rắn với một niềm tin thiêng liêng về sự phù trợ tốt lành cho đời sống con người.
Điều này khá tương đồng với văn hóa của khu vực Tây Nam Bộ khi các câu chuyện của nhân dân địa liên quan đến hai lớp tín ngưỡng thờ Hổ và tín ngưỡng thờ Rắn. Buổi ban đầu đi mở đất, xuất hiện lớp tín ngưỡng đầu tiên là thờ thần tự nhiên (Cọp và Rắn) do các cư dân đến khai phá tạo nên. Hổ, rắn, cá sấu (ba loài nguy hiểm nhất) trở thành những đối tượng mà họ vừa cầu thân, thờ cúng vừa đấu tranh, chinh phục để tồn tại. Hổ gợi nhắc về vị thần núi, chúa sơn lâm thì hình tượng rắn lại gợi nhắc về vị thủy thần là hai vị thần quan trọng bậc nhất trong thần điện của người Việt và cặp biểu tượng Núi-Nước (Sơn-Thủy), Âm-Dương được tái hiện qua hai hình tượng Hổ-Rắn, những huyền thoại về ông Hổ, về đôi Rắn Thần vẫn còn trong tâm thức người dân.

### Miền Bắc

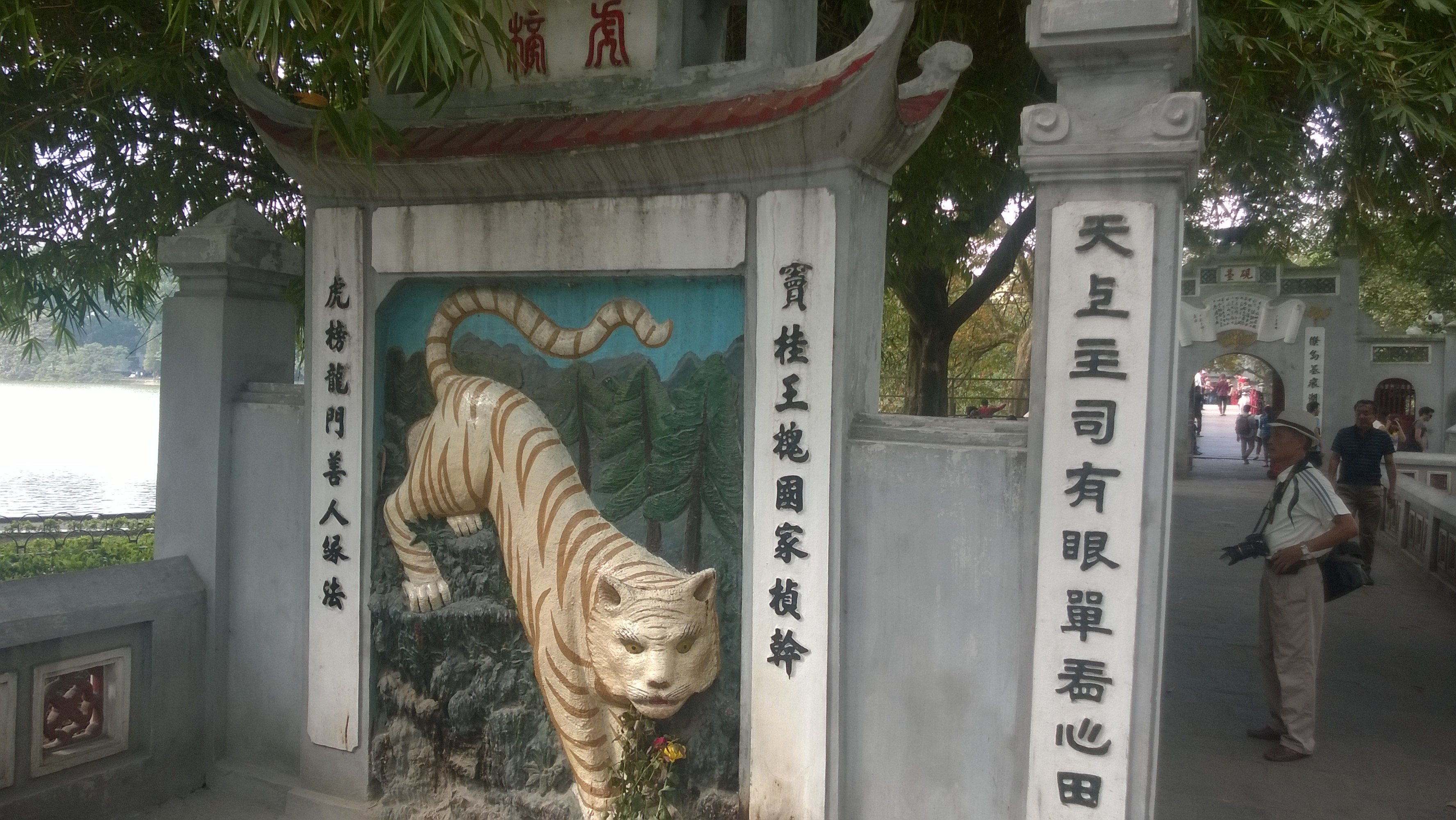
Tượng Bạch Hổ đường thờ ở Hồ Hoàn Kiếm, Hà Nội

Nền văn hóa Đông Sơn cách đây trên dưới 2500 năm đã để lại nhiều đồ vật trong đó có tượng hổ. Hổ hiện diện rất sớm trong nghệ thuật điêu khắc Việt Nam từ thời văn hóa Đông Sơn có niên đại khoảng thế kỷ VII trước Công nguyên đến thế kỷ I sau Công nguyên. Tượng Hổ được đúc trên mặt trống đồng tìm thấy ở di chỉ Lãng Ngâm (Gia Bình–Bắc Ninh). Trong 3 dao găm khai quật ở làng Vạc (Thanh Hóa) thì có hai trường hợp tạo hình Hổ. Dao găm dài 22,2 cm có cặp Rắn đỡ Hổ và dao găm dài 27,5 cm có cặp Hổ đỡ Voi được tạc trên cán đồ vật tùy thân của người xưa. 
Với tín ngưỡng cổ sơ, tượng ngũ Hổ được đặt thờ ở một số phủ thờ, đền miếu tượng trưng cho Âm-Dương, Ngũ hành là những quy luật vận động và thành tố vật chất của Vũ trụ. Ngày nay, tại miền Bắc Việt Nam, từ đồng bằng lên mạn ngược, nhiều nhà còn sùng tín vào Tranh Hổ. Việc tồn tại dai dẳng tục thờ thần Bạch Hổ trong người Việt cũng như nhiều dân tộc sống ở miền núi phía Bắc Việt Nam một mặt phản ánh tín ngưỡng nguyên thủy từ rất xa xưa, đồng thời phản ánh tàn dư tôn sùng loài vật này gắn với sự phát triển của Đạo Giáo vốn xuất hiện ở Việt Nam chậm nhất là vào khoảng đầu công nguyên tại đây hình tượng hổ trong Đạo Mẫu, phổ biến trong dân gian; trước tiên là qua tranh thờ, loại tranh Hổ sản xuất ở Hàng Trống tại Hà Nội, sau là qua vai Hổ khi nhập vào đồng cốt.

### Miền Nam

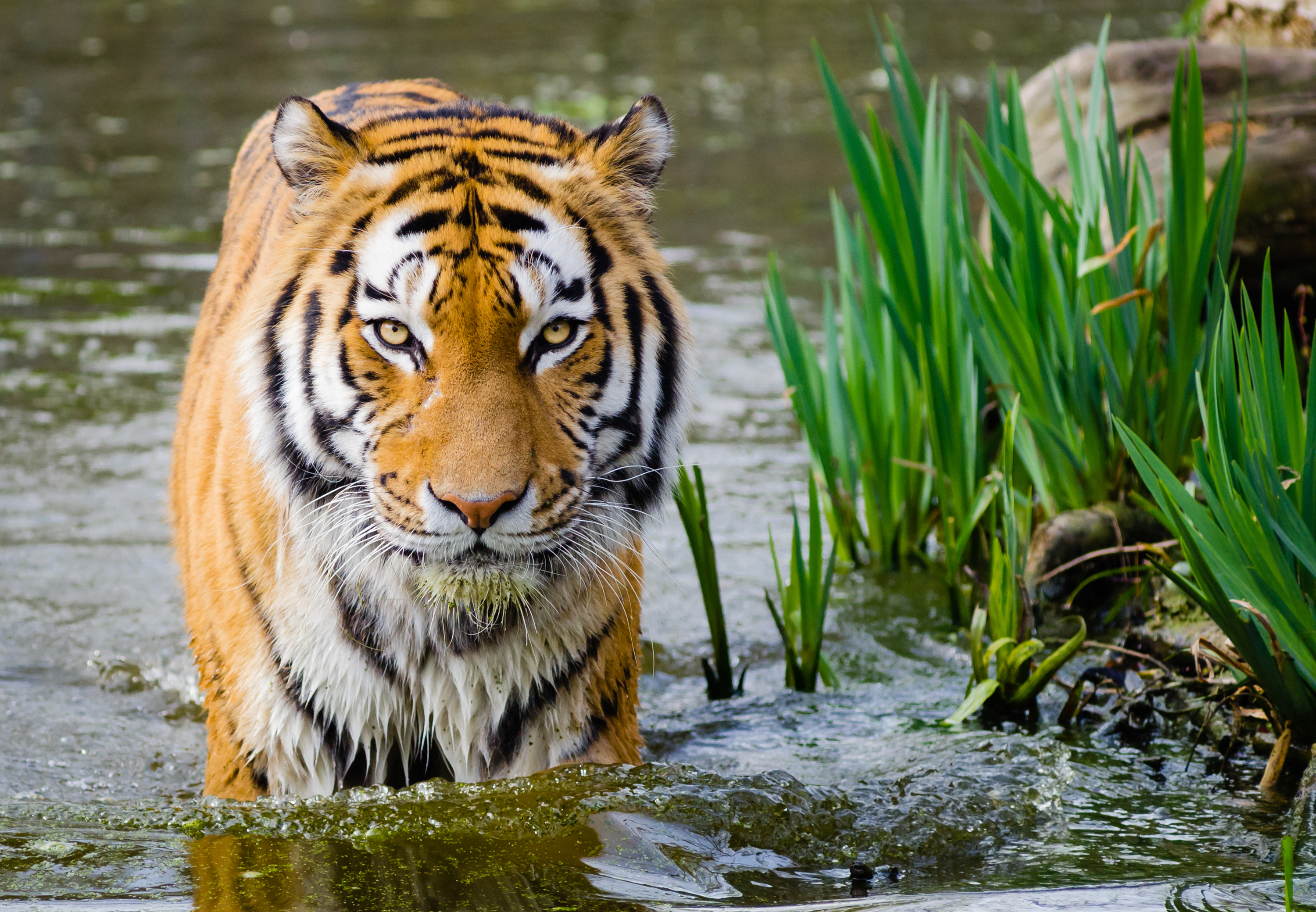
Loài hổ gắn với miền Tây sông nước, ẩn dụ một thiên nhiên khắc nghiệt trong thời kỳ đầu con người chưa khai phá

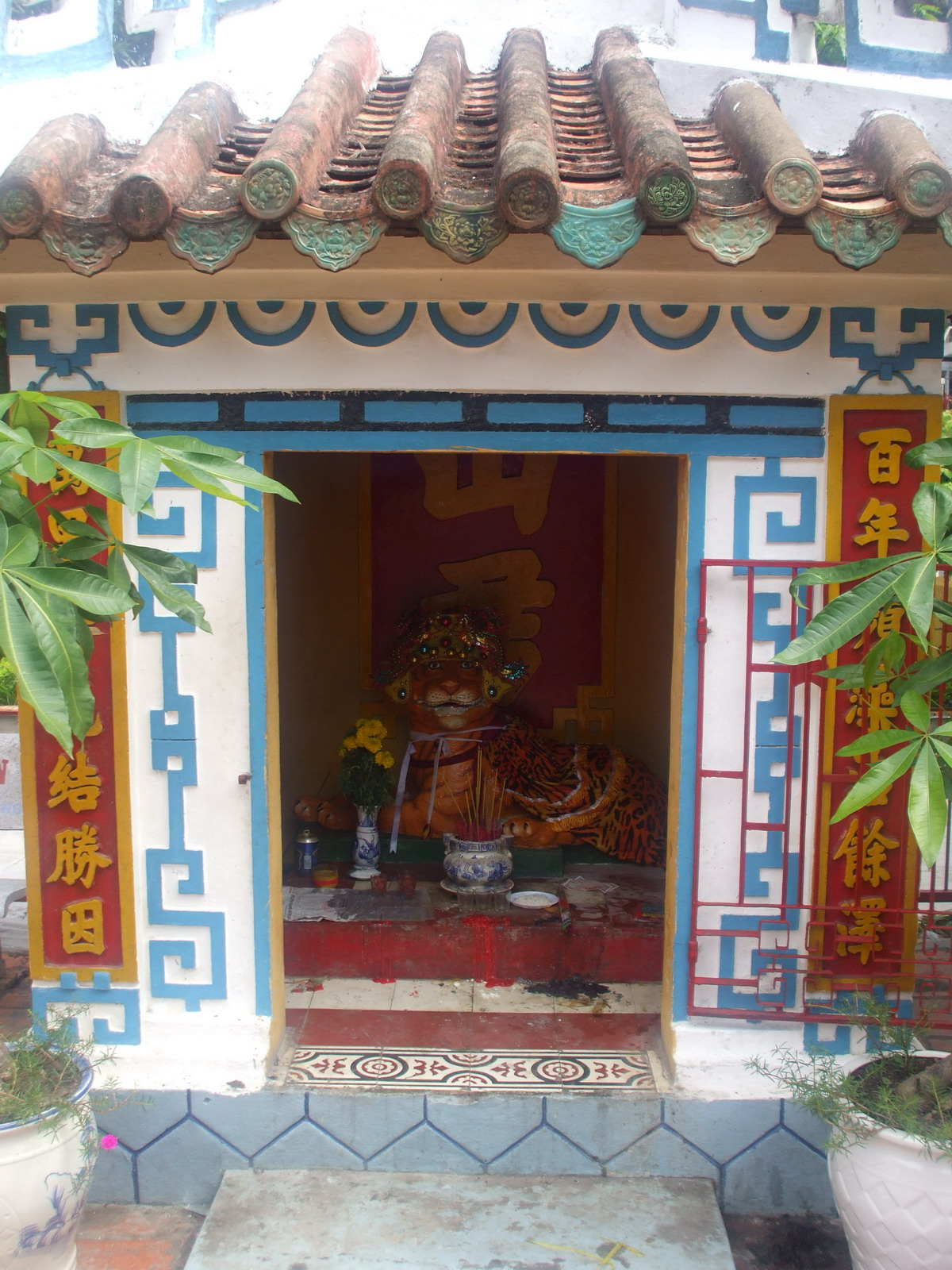
Miễu thờ cọp bên sân Đình thần Mỹ Phước, Long Xuyên, An Giang

Trong quá trình Nam tiến, cư dân từ miền ngoài vào khai khẩn vùng đất hoang Nam bộ đã gặp không ít khó khăn. Nơi đây ngày xưa là chốn rừng xanh thú dữ hoành hành, đặc biệt là hổ. Ở Nam Bộ, cọp là con vật rất được người dân kiêng nể, tôn sùng xem là biểu hiện của quyền lực, sức mạnh vô hình của đấng siêu nhiên, cọp được thờ rất trang trọng ở hầu hết các đình, chùa, miếu với nhiều hình thức khác nhau như tượng điêu khắc, tranh vẽ, hình ảnh, hầu hết ở mỗi đình làng Nam bộ đều có miếu thờ Sơn Quân hay còn gọi là miếu thờ ông Hổ, để cầu mong thần núi rừng chứng cho tấm lòng thành kính mà ban cho họ cuộc sống bình yên không thiên tai địch họa, không thú dữ hoành hành.
Trong nhận thức tâm linh của cư dân Nam Bộ, hổ là vị "Chúa Sơn Lâm" cai quản vùng rừng núi, ngự trị muôn loài, hầu hết ở các đình, đền, am, miếu thường có bàn thờ hoặc miếu thờ Thần Hổ với bài vị trang trọng mang tên "Sơn quân chi thần", "Sơn quân mãnh hổ", "Sơn lâm chúa xứ", "Sơn lâm đại tướng quân". Trên các án phong trấn cửa đình thường trang trí bằng hình mãnh hổ trông rất oai vệ. Miếu của Thần Hổ nằm bên phải nền thờ Thần Nông để chứng minh Thần Hổ quan trọng hơn cả Thần Nông. Các đình làng, chùa, miếu ở Nam Bộ đều có ban thờ thần Hổ như. Đặc điểm chung dễ nhận thấy ở Nam Bộ là trước các đình thường thờ một hệ thống các thần linh nông nghiệp như thần Nông, thần Hổ, bà Chúa Xứ, Ngũ Hành hay Linh Sơn Thánh Mẫu
Trong tâm thức người dân, hổ là loài vật vừa dữ tợn vừa thiêng liêng. Người Nam Bộ không gọi con đầu lòng là con "cả" mà thay vào đó gọi là anh Hai, vì sợ đụng chạm đến ông "Cả Cọp" do cái danh Cả phải thuộc về Cọp, người xưa không dám gọi to hoặc nhiếc mắng, đánh đập "thằng Cả". Người dân có tục gọi cọp là "ông" và để tránh danh "cọp", người ta gọi là "ông Ba Mươi", tên gọi ông ba mươi từ việc vua Gia Long Nguyễn Ánh với những ngày sống trong rừng, hết cả lương thực, may mắn có thịt thú rừng do hổ tha tới tiếp tế. Sau đó, ông đã cho lập miếu thờ tại vùng Mô Xoài thuộc tỉnh Bà Rịa để tạ ơn và ban lệnh cấm giết hổ, nếu ai lỡ tay giết hổ bị phạt 30 trượng, hoặc bắt sống thì thưởng 30 quan tiền.
"Ông hổ" trong tín ngưỡng của người dân là loài vật có linh tính, tình cảm, hiểu được lẽ phải, bảo vệ người ngay, trừng trị kẻ gian. Hình tượng và biểu tượng cọp Đối với cư dân Nam bộ thời xa xưa không có nghĩa dữ dằn mà chỉ là con vật hiền lành như mọi thú nuôi khác, cọp gần gũi với người nông dân Cọp ngoài đời trở thành con vật gần gũi, qua hình tượng nghệ thuật, cọp còn mang cả yếu tố tâm linh, được thần thánh hóa, vẽ thành tranh thờ cúng. Dân gian Nam Bộ có tục lệ là vào ngày mồng ba Tết Nguyên đán, sau khi cúng xong, người ta thường dán trước cửa nhà một mảnh giấy hồng điều có vẽ hình cọp với dòng chữ Hán "Sơn Lâm đại tướng quân" với lòng mong muốn là hổ sẽ trấn giữ không cho những thứ nhiễm độc vào nhà, nếu trẻ con khóc đêm thì người mẹ phải lén ăn trộm hình vẽ chúa sơn lâm để trong gối ngủ của đứa bé sẽ hết khóc.
Ngoài ra, "ông hổ" cũng là một vị thần giúp người dân chống lại những thế lực tiêu cực từ cuộc sống. Bất kỳ ngôi đình nào cũng có nơi thờ cúng "ông hổ". Vì cọp được xem là chúa sơn lâm, chúa của muôn loài nơi núi rừng nên được người dân phong thần, đặt miếu "ông hổ" trong khuôn viên đình không ngoài hàm ý cầu mong sự phù hộ để làng xóm bình yên, mùa màng tươi tốt. Ở các làng quê Nam Bộ thường có tập tục cử cọp giữ chức Hương cả của làng, không ai trong các thôn làng được giữ chức vụ này cả. Con người chỉ giữ chức vụ thứ nhì, tức chức Hương chủ. Vào dịp cuối năm hay trước khi tổ chức lễ Kỳ yên, dân chúng tổ chức lễ Bầu Ông".
Không chỉ tồn tại ở chốn núi rừng là những linh vật biết tu hành, cọp còn được xem là loài vật có nghĩa, có tình khi sống chan hòa với con người. Tiêu biểu là câu chuyện con hổ có nghĩa trong huyền thoại về địa danh cù lao Ông Hổ chứa đựng nhiều ý nghĩa nhân văn, cho thấy dấu ấn sâu sắc về loài cọp trong tâm thức người lưu dân buổi đầu mở đất. Ngày nay, loài cọp ở Nam Bộ vẫn mang dấu ấn đậm nét trong văn hóa tín ngưỡng dân gian. Huyền thoại về loài cọp phản ánh phần nào thời kỳ gian lao vất vả của tiền nhân trong mấy trăm năm định làng lập ấp. Đối với nhân dân miền Nam, cọp trong ký ức của họ tuy kinh khủng nhưng chỉ tồn tại trong ký ức xa xưa, còn trong tình cảm cọp vẫn có sự gần gũi, thân thương như chính sự gắn bó giữa thiên nhiên với con người. Cọp vẫn là hình tượng đẹp để trang trí, để tôn thờ, để ngợi ca về sự dũng mãnh, về sức mạnh kiêu hùng.

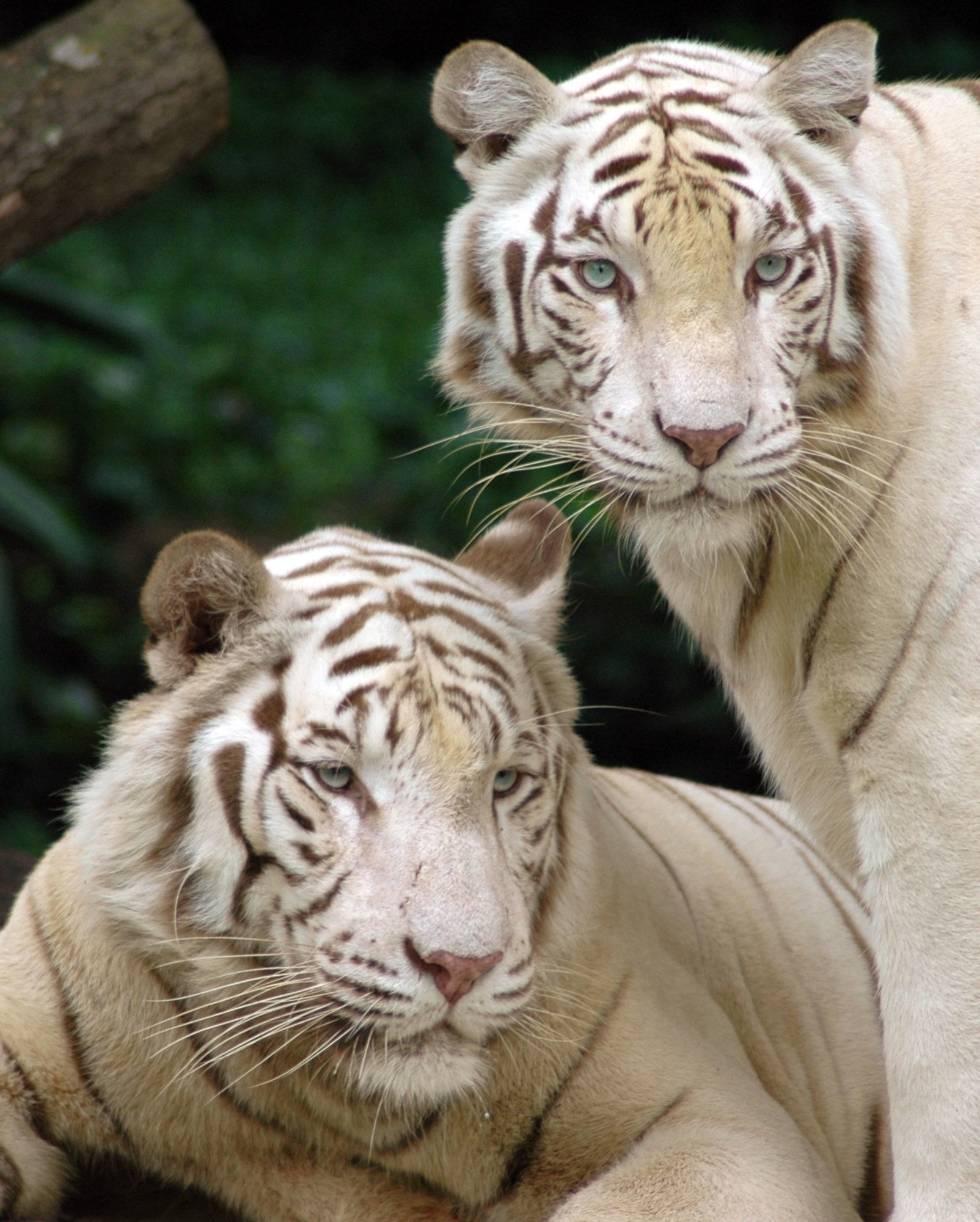
Trong dân gian vẫn quan niệm Bạch Hổ (cọp trắng) là "hổ thần", hổ tu, không bao giờ ăn thịt người mà còn giúp người

Trong dân gian vẫn quan niệm Bạch Hổ (cọp trắng) là "hổ thần", không bao giờ ăn thịt người. Truyện Ông Tăng Chủ, đệ tử của đức Phật Thầy Tây An đã nhờ Bạch Hổ đi trừ con hạm (hổ ăn thịt người, đã thành tinh) ở núi Bà Đội Om (An Giang) là một truyện tiêu biểu ở Nam Bộ. Khi cọp đã ăn thịt người nào, thì linh hồn người chết bị cọp khống chế để trở thành "ma trành" (ma cọp), mách bảo những điều tốt xấu cho cọp, khiến cho con vật này càng trở nên tinh quái hơn. Có thể nhận thấy điều đó qua các truyện kể về về "Cọp Ba Móng" với những thuộc tính "siêu đẳng" hoặc thần thánh hoặc ma quái
Những cư dân người Việt đầu tiên khi vào khai phá Nam Bộ mang những quan niệm về quỷ thần và tín ngưỡng của mình vào vùng đất mới. Nam bộ là vùng đất mới khai phá, nơi các tiền nhân từ buổi đầu không chỉ đối mặt với rừng rậm hoang vu mà còn đối mặt với nhiều thú dữ. Trong các loại thú dữ ở xứ sở này thì cọp trên bờ và sấu dưới sông là hai con vật nguy hiểm nhất đã để lại một dấu ấn sâu sắc trong tâm thức của người dân và trở thành những đối tượng mà họ vừa cầu thân, thờ cúng vừa đấu tranh, chinh phục để tồn tại.
Dù phải luôn đấu tranh chống lại loài cọp nhưng lưu dân vẫn tôn sùng "ông Ba Mươi" không những vì sợ hãi chúng mà còn trân quý những phẩm chất đặc biệt của giống hổ này, điều này đã hằn sâu trong ký ức của những người dân miệt vườn Nam Bộ. Khắp cả vùng Nam Bộ thường nghe những huyền thoại về loài cọp, trong các ngôi đình thần luôn có một vị trí trang trọng dành cho "ông hổ". Thông thường, người ta lập hẳn một ngôi miếu nhỏ để thờ cọp trong khuôn viên đình, cũng có nơi miếu được xây dựng độc lập rất to, đẹp.
Người Việt dù ở miền Bắc hay miền Trung khi vào Nam bộ khai phá đều mang theo những tín ngưỡng thờ thần, thờ tổ tiên truyền thống. Khi đặt chân đến vùng đất mới, trước những lạ lẫm của cảnh sắc, trước những ghê sợ của thú rừng những lưu dân không thể không tôn sùng những lực cản mới, hầu mong tìm sự cân bằng trong đời sống tâm linh. Khi lưu dân phải đối diện với nhiều khó khăn, thách thức từ rừng sâu, nước độc. Trong đó, loài cọp được xem là một thế lực tự nhiên đã được người dân thần thánh hóa trong tín ngưỡng dân gian. Đó là lý do xuất hiện rất nhiều đình miếu thờ cọp, vẽ hình cọp trên tấm bình phong, đắp tượng hổ để thờ, nhiều nơi, trong ngày lễ cúng đình, ngoài việc cúng tế Tiền hiền khai khẩn, Hậu hiền khai cơ người ta còn tổ chức nghi lễ riêng cúng tế ông Hổ gọi là tế Sơn quân, Sơn Quân cùng Thần Nông và Hậu Tắc là các vị thần được cúng tế trong ngày khai sơn (ngày mồng 7 tháng 1).

#### Đông Nam Bộ

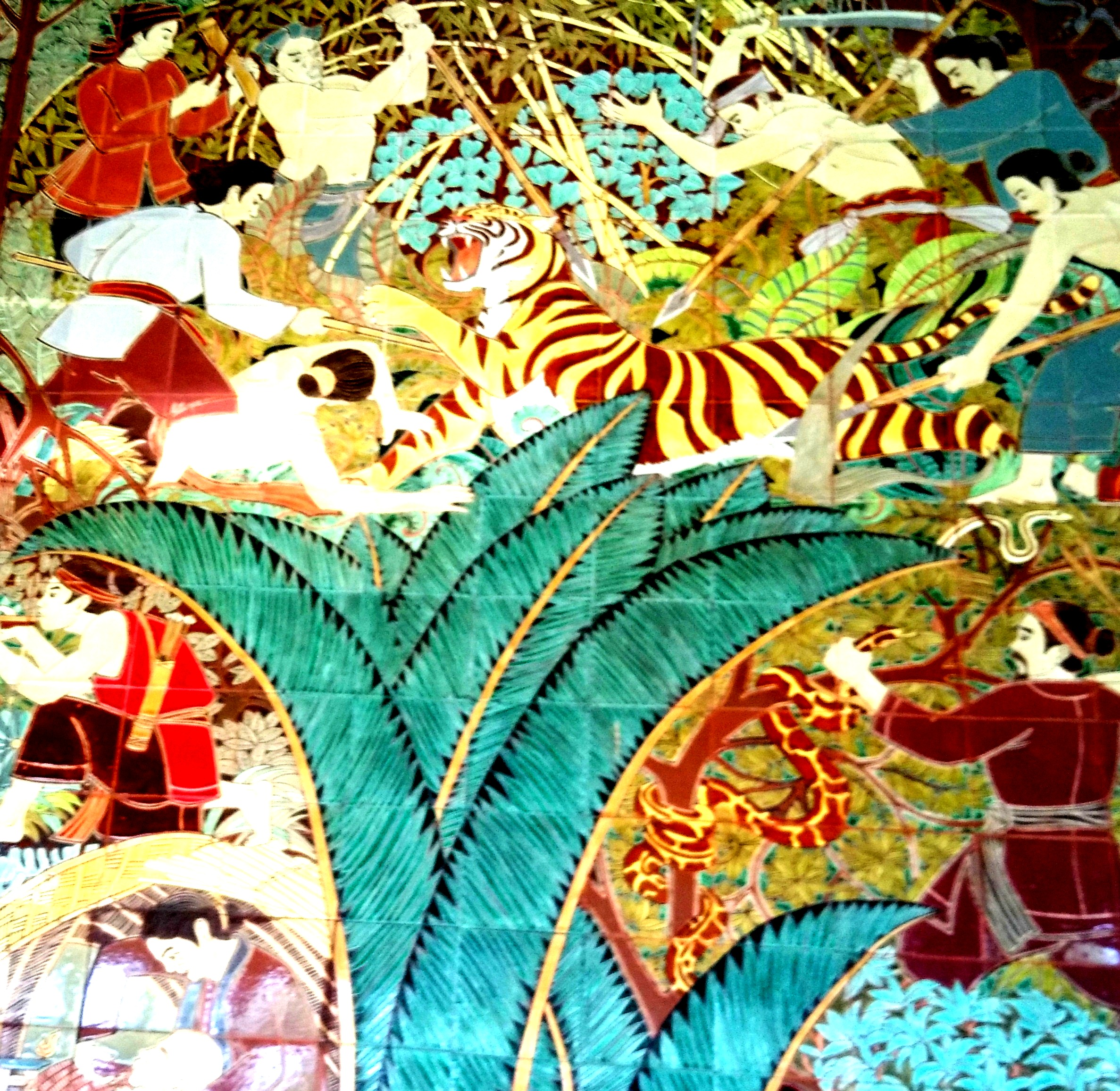
Bức tranh gốm trong Đền Bến Dược tại Củ Chi tả cảnh khai phá miền Đông Nam Bộ, trong đó lưu dân phải đấu tranh với thú dữ như hổ và rắn

Vào buổi đầu khai phá, khi cư dân Việt từ miền ngoài đến vùng đất Đồng Nai-Gia Định, đây là nơi thiên nhiên hoang sơ, với những vùng đất màu mỡ nhưng lại đầy thú dữ, trong đó những loài như cọp, cá sấu, rắn, rết, muỗi mòng, đỉa vắt luôn là mối đe dọa thường trực. Một trong những sức mạnh của tự nhiên mà cư dân buổi đầu phải đối đầu đó là cọp, được mệnh danh là "mãnh hổ giữa đồng hoang". Chúng có mặt khắp nơi, từ những cánh rừng già của miền Đông cho đến những cánh rừng sác ven biển miền Tây, ngang nhiên qua lại những xóm làng còn hẻo lánh cũng như xông thẳng vào chốn phố phường đô hội như đi vào chỗ không người, lúc này cọp ở khắp nơi, ra sức tác oai tác quái, gây khiếp đảm cho dân chúng.
Do tương quan lực lượng giữa con người và tự nhiên vào buổi đầu, nên dù có diệt cọp nhưng những người dân đi khai phá vẫn phải tôn thờ nó. Những danh xưng cao nhất được dành cho cọp: "Sơn quân chi thần", "Sơn quân chúa xứ", "Sơn quân mãnh hổ", "Sơn lâm chúa tể", "Sơn lâm chúa xứ", "Sơn lâm đại tướng quân", "Sơn quân chúa động", "Chúa xứ sơn lâm", "Mãnh Hổ", "Thần Hổ", "Ông", "ông Thầy", "ông Cả", "Ngài", "ông Ba Mươi", "Hương quản". Biểu hiện của tín ngưỡng thờ cọp thường thấy nhất ở Đông Nam bộ nói riêng và miền Nam nói chung là dưới dạng miếu nhỏ hoặc các bình phong ở đình làng. Một số đình thay vì là các bình phong ở trước đình là các tượng hổ.
Về tín ngưỡng dân gian, đình làng miền Đông Nam Bộ hầu hết đều có miếu thờ "sơn quân" ở sân trước của đình, thể hiện dấu ấn tín ngưỡng ở vùng rừng núi. Việc này phân biệt khác hoàn toàn với chức năng trấn áp tà ma của Đạo giáo qua tấm bình phong chạm hình cọp hay rồng đặt trong đình, chùa. Tín ngưỡng thờ Sơn quân thể hiện dưới quan niệm "ông Cả cọp", "Thần hổ", "Bạch hổ tướng quân", việc lập miếu thờ "Sơn quân" ở đình xuất phát từ mối đe dọa của môi trường khẩn hoang rừng nhiệt đới nhiều thú dữ trong số đó, cọp gây nhiều tác hại cho người và đáng sợ hơn cả, và dấu ấn của tín ngưỡng thờ sơn quân còn là hình thức tàn dư của vật hình giáo vốn vẫn còn tồn tại dai dẳng trong tín ngưỡng của cư dân Việt và những "tô tem" thú vật dã dần dần được biến đổi thành thần bảo hộ con người. Ngoài tín ngưỡng thờ thần hổ, nhiều đình của miền Đông cón có bàn thờ thần núi và thần sông.

#### Tây Nam Bộ
Vùng Đồng bằng sông Cửu Long ngày xưa, loài mãnh thú là cọp hiện diện khắp nơi, từ Long An xuống tận Cà Mau. Đồng bằng sông Cửu Long là vùng đất mới khai phá. Ngay từ buổi đầu đến vùng đất mới này, lưu dân đã phải đối mặt với rừng rậm hoang vu đầy thú dữ. Trong đó, cọp trên bờ và sấu dưới sông là hai con vật nguy hiểm nhất, để lại một dấu ấn sâu sắc trong tâm thức của người dân Nam Bộ: "Cà Mau khỉ khọt trên bưng/Dưới sông sấu lội, trên rừng cọp um". Từ lâu, cọp là kẻ thù của con người vì chúng thường rình bắt gia súc, thậm chí bắt người để ăn thịt.

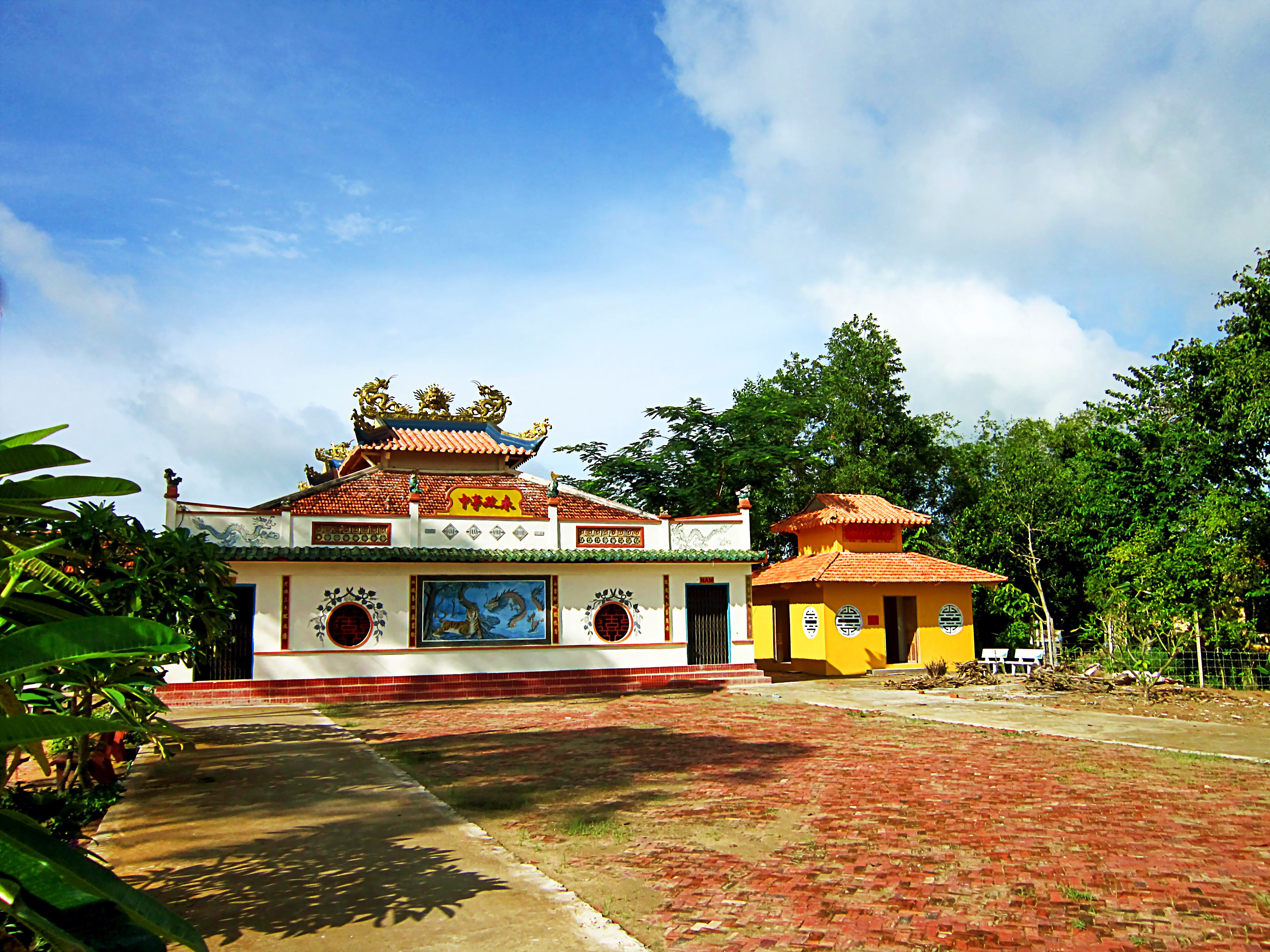
Đình Vĩnh Chánh ở xã Vĩnh Chánh, thuộc huyện Thoại Sơn, tỉnh An Giang, trước mặt đình là bức bình phong tả cảnh long tranh hổ đấu

Nhưng ở góc độ tâm linh, người Nam bộ vẫn thờ thần Hổ và từ thời khai hoang mở đất, đó đây trên vùng đất này vẫn còn lưu truyền những câu chuyện cảm động giữa cọp và người. Ở miền Tây, có rất nhiều nơi lưu truyền những câu chuyện ly kỳ về cọp, từ những câu chuyện dân gian, những huyền thoại về cọp ở miền Tây Nam bộ đã dẫn đến tục lệ thờ ông Cọp trong dân gian. Cọp ngoài đời là con vật hung dữ, nhưng khi thể hiện qua hình tượng nghệ thuật, cọp còn mang cả yếu tố tâm linh, được thần thánh hóa, vẽ thành tranh thờ cúng. Từ những cơ sở như vậy, cho nên ngày nay ở Tây Nam Bộ nói chung có nhiều đình, miếu thờ cọp.
Cọp còn được thờ phụng như Chúa sơn lâm hay Sơn thần. Dân gian miền Tây có tục lệ là vào ngày mồng ba Tết Nguyên đán, sau khi cúng đưa ông bà xong, thường dán trước cửa nhà mảnh giấy hồng điều có hình cọp với lòng tin là Ông Ba mươi sẽ trấn giữ không cho những thứ hiểm độc vào nhà, nếu trẻ con khóc đêm thì người mẹ phải lén "ăn trộm" hình vẽ cọp để trong gối nằm của trẻ thì chúng sẽ hết khóc. Người miền Tây vẫn tôn thờ cọp, hoặc kiêng kỵ cọp, như gọi cọp là Ông để tránh xưng danh cọp: cọp ưa đi đêm gọi là Ông Ba mươi, cọp ba chân gọi là Ông Ba cụt, cọp ba móng gọi là Ông Ba ngoe, cọp thành tinh gọi là Ông Chằn hay Ông Kẹ.
Nhìn chung, các câu chuyện của nhân dân địa phương miền Tây liên quan đến hai lớp tín ngưỡng là Tín ngưỡng thờ Hổ và tín ngưỡng thờ Rắn, điều này cũng khá tương đồng với tín ngưỡng của một số dân tộc ở vùng Tây Bắc. Cùng với xuất hiện lớp tín ngưỡng đầu tiên là thờ thần tự nhiên (Cọp và Rắn) do các cư dân đến khai phá tạo nên, trước khi nó được khoác lên một lớp thứ hai là tín ngưỡng Thành Hoàng của triều Nguyễn, những cư dân người Việt đầu tiên khi vào khai phá Nam Bộ mang những quan niệm về quỷ thần và tín ngưỡng của mình vào vùng đất mới với điều kiện tự nhiên đặc thù thì hổ, rắn, cá sấu trở thành những đối tượng mà họ vừa cầu thân, thờ cúng vừa đấu tranh, chinh phục để tồn tại.

## Cổ tục
Ở Tiền Giang, từ khi thành lập làng Mỹ Điền có tục chỉ cử đến chức Hương chủ, còn chức Hương cả thì nhường cho chúa sơn lâm, gọi là "Cả Cọp". Không ai dám bạo gan lãnh chức vụ này, vì lo sợ sẽ bị cọp vật chết. Dân làng Mỹ Điền có lập ngôi miếu thờ "Cả Cọp", mỗi đầu nhiệm kỳ phải làm lễ dâng lên một tờ cử hương chức. Hằng năm đến lệ cúng phải làm heo và kiến cho "ông Cả" một bộ thủ vĩ (đầu heo). Dinh Ông ở xã An Thạnh thuộc huyện Bến Lức tỉnh Long An vẫn còn dấu tích việc bầu cọp làm Cả, đó là cái am nhỏ bằng lá mà người ta gọi là Dinh Ông nằm bên bờ con rạch tên là rạch Dinh.
Ở Bến Tre, từ khi lập làng theo tục truyền, hễ ai được cử làm Hương Cả đều bị bệnh chết. Do đó, suốt nhiều năm, không ai dám nhận chức ấy. Một năm nọ, có người can đảm nhận chức Cả thì liền bị cọp vồ suýt mất mạng. Từ đó, hương chức trong làng bàn nhau, cử cọp làm Đại Hương Cả. Hàng năm, làng đều phải làm lễ cử "Cả Cọp", cúng một đầu heo quay và viết một tờ cử, cuộn tròn, để trong một ống tre đặt ở hốc đá, nơi cọp đã vồ ông Cả. Đúng lệ, năm nào, cọp cũng về ăn đầu heo và đổi tờ cử cũ lấy tờ cử mới. Về sau, sáu bảy năm liền, cọp không về, có một người mới dám nhận chức Hương Cả trở lại.
Đình An Hiệp ở Bến Tre được xây dựng để thờ hổ vì có công với dân làng Đình xây xong, dân làng bầu một người làm chức Cả để quán xuyến việc làng, nhưng những người được bầu vào vị trí này đều đổ bệnh chết và mỗi lần các bô lão họp bàn, dân làng đều trông thấy cọp lảng vảng ngoài sân đình. Các bô lão bèn thử bầu cọp làm hương cả. Người giải quyết việc làng chỉ làm chức phó cả. Từ đó, mọi chuyện trở nên êm thấm. Từ khi được bầu làm "Ông Cả", thỉnh thoảng, cọp bắt heo rừng, nai đem đến "gửi" trước nhà những người nghèo.
Giai thoại làng còn kể rằng, hàng năm đến lệ cúng kỳ yên vào đêm rằm tháng 6 âm lịch, dân làng đều cúng đầu heo. Bên cạnh đầu heo là tờ sớ. Sáng ra, chiếc đầu heo và tờ sớ biến mất, tờ sớ mới của lệ cúng năm nay biến mất, thay vào đó là tờ sớ của lệ cúng năm trước. Đến năm Tự Đức thứ 5 (1852), họ Đặng dâng sớ về triều đình, vua Tự Đức hạ chỉ phong sắc, chuẩn y tên làng là Sơn An và Thần hoàng Bổn cảnh vẫn là "Cả Cọp".
Ở Làng Châu Bình, Bến Tre cử người nào vào chức Hương Cả thì đều bị bệnh hoặc ông "Ba Mươi" sát hại, nên chức này phải nhường chức này cho Cả Cọp. Dân làng làng chọn ngày lành tháng tốt làm lễ mời ông Cả về nhận chức: tờ cử cùng lễ vật như heo, gà, hoa quả và rượu. Nhưng ông chỉ nhận đầu heo và tờ cử. Năm nào ông Cả "nhậm" rượu của làng dâng cúng ắt năm đó mùa màng trúng mùa to. Sau khi Cả Cọp mất đi, dân mới bầu Cả Non, rồi Cả Tiết. Hiện nay, tại Cầu Bà Bồi, ấp 3 thuộc xã Châu Bình còn lăng thờ Cả Cọp. Hằng năm vào ngày mồng 7 tháng Giêng có lễ cúng Khai sơn và mồng 10 tháng 5 âm lịch có lễ cúng ông Cả.
Ở làng Hòa Tú, Sóc Trăng, từ xưa khi dựng chùa, lập miễu thờ Thành Hoàng ở giữa làng, việc cai quản và giữ gìn an ninh trật tự trong làng là trách nhiệm của Ban hội tề gồm mười hai vị hương chức, đứng đầu là chức Hương Cả. Nhưng Hương Cả đầu tiên của làng chỉ tại chức được vài ba tháng thì trong nhà xảy ra nhiều tai họa, bản thân lâm bệnh rồi chết, người kế vị chức Hương Cả cũng chỉ tại chức trong thời gian ngắn rồi lâm nạn và qua đời, rồi thứ ba được cử lên cũng không tránh khỏi số phận vị tiền nhiệm, Ban hội tề trong làng suốt ba năm liền không có người đứng đầu.
Vùng đất hoang dã này có nhiều cọp sinh sống, khi dân làng đến khai khẩn, chúng bỏ vào sống trong khu rừng sâu, chỉ còn lại con cọp ba chân sống quanh quẩn ở bìa rừng, không hại người nên người cũng không săn đuổi nó. Các vị lão làng quyết định cử ông cọp ba chân vào chức Hương Cả. Một ngôi miếu nhỏ trang hoàng theo hình thức tôn thờ vị thần nhỏ được dựng lên phía sau miếu Thành Hoàng. Nhân lễ cầu an trong làng, Ban hội tề làm lễ khánh thành ngôi miếu ông Hổ đồng thời tổ chức lễ "tấn phong" ông Hổ lên chức Hương Cả. Trong nhiều năm liền, từ ngày ông Hổ về nhận chức Hương cả, mưa thuận gió hòa, cuộc sống của dân làng ngày càng khấm khá lên khiến tất cả dân làng đều đặt niềm tin vào sự linh thiêng của ông Cả Hổ.
Hàng năm, dân làng vùng Mô Xoài của Vũng Tàu phải làm lễ Bầu Ông và dâng cúng cho công Cả cọp một cái thủ vĩ và dân tờ cử chức Hương Cả, trong làng, hội đồng kỳ mục chỉ bầu đến chức hương chủ còn hương cả là chức vụ cao nhất phải dành cho cọp, nguyên nhân do cọp ở vùng Mô Xoài quấy nhiễu dân chúng dữ dội, nhiều đình làng hiện nay ở Bà Rịa Vũng Tàu vẫn còn miếu thờ ông Cả Cọp. Hàng năm đều phải cúng thần hổ các vật phẩm gồm trà rượu, nhang đèn, thịt heo sống và trứng gà, theo lệ thì cứ ba năm cúng một lần.

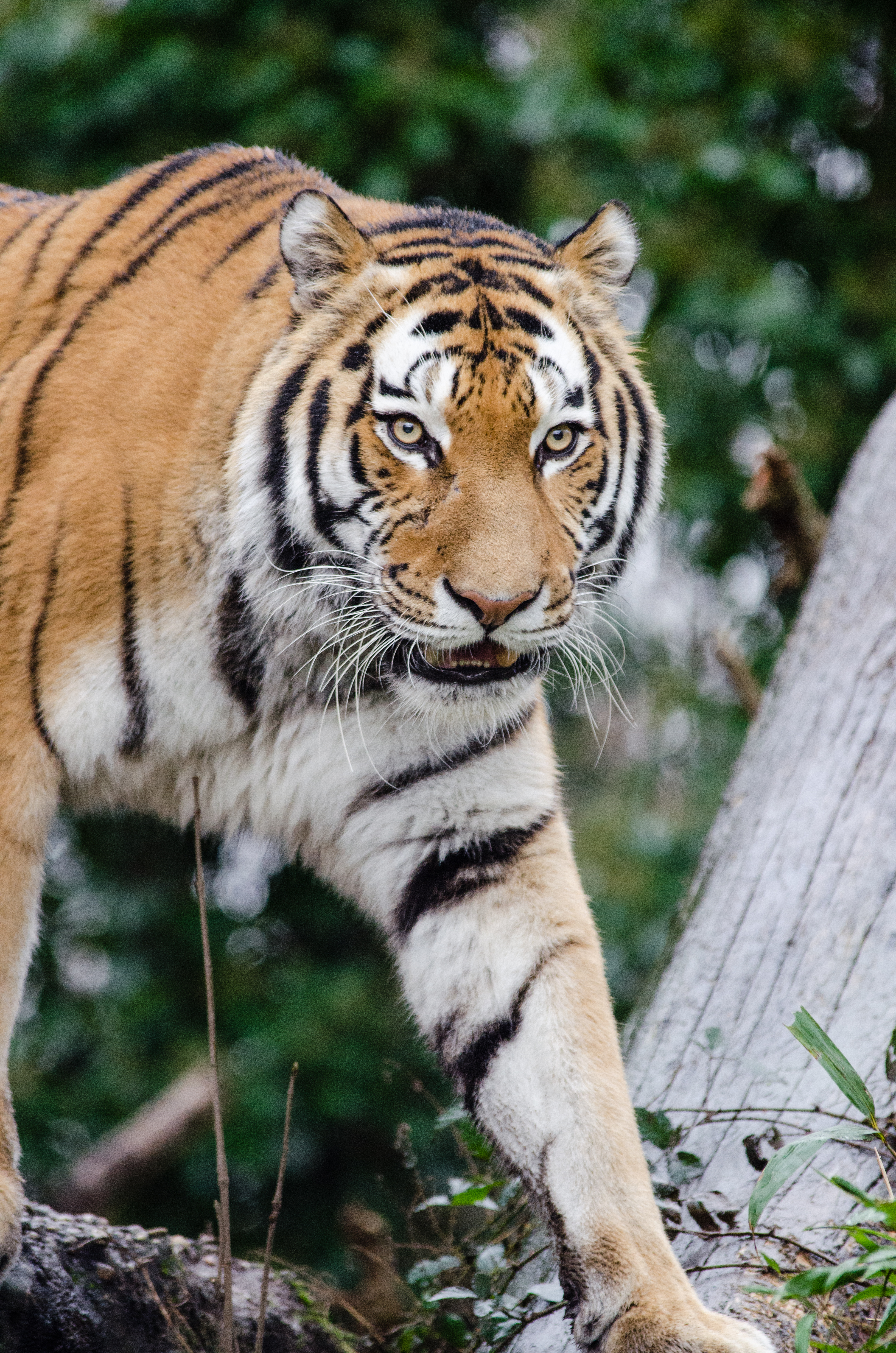
Cổ tục cúng hổ với niềm tin hổ sẽ nhận lễ và phù hộ cho may mắn

Tín ngưỡng thờ thần hổ là một trong những tín ngưỡng dân gian của người dân đến khai hoang, định cư trên vùng đất Bình Phước còn lưu giữ đến ngày nay. Những năm trước 1870 trong các làng xã ở Bình Phước hội đồng kỳ mục chỉ được cử đến chức hương chủ, còn chức hương cả là chức vụ cao nhất đứng đầu của làng phải dành cho hổ. Đến những năm 1870-1880 tập tục này không còn duy trì.
Chính từ tín ngưỡng thờ hổ như linh thú ở Bình Phước mà tập tục xưa đã để lại trong làng xã rằng hội đồng kỳ mục chỉ được cử đến chức Hương Chủ, còn chức Hương Cả là chức vụ cao nhất đứng đầu của làng phải dành cho Cọp. Dân làng phải làm lễ bầu Ông rồi cúng cho ông Cả Cọp một cái thủ vị và dâng tờ cử chức Hương Cả. Mãi đến khoảng gần cuối thế kỷ XIX, tục lệ này mới được bãi bỏ.
Miếu thờ Thần Hổ ở ấp Phước Lai, xã Hiệp Phước, huyện Nhơn Trạch, trước đây có miếu thờ thần Hổ. Vào ngày 19 tháng 4 âm lịch hằng năm, dân làng cúng thần Hổ. Lễ vật cúng thần Hổ gồm mấy lá sớ gói trong giấy hồng (gọi là hồng đơn) và một thủ dĩ (đầu heo) để sống. Sau khi trình cúng tại miếu, dân làng đem lễ vật lên một ngã ba hay ngã tư phía rừng để đó.
Nếu qua đêm hôm sau, thủ dĩ mất, tờ các sớ mới viết mất mà có tờ sớ cũ (của năm trước cúng) bỏ lại trong mâm thì dân làng tin thần Hổ chấp nhận lễ cúng và về nhận tờ sớ mới. Nếu còn thì dân làng đem đầu heo về luộc cúng ba cho đủ ba ngày đêm mà lễ vật còn để nguyên thì xem như thần Hổ không nhận. Sớ phải đốt đi và thủ dĩ phải đem chôn. Việc cúng lễ vật tại bàn thờ thần Hổ trong đình. Nếu lễ vật còn thì sớ phải đốt đi, đầu heo thì ông từ giữ đình hưởng.
Cổ tục Bầu Ông hiện còn bảo lưu ở đình Bình Thọ, quận Thủ Đức tại đây, tại đình Bình Thọ hiện có đàn thờ Bạch Hổ đặt ở bên phải trước sân đình để xác định nơi tổ chức lễ Bầu Ông của đình làng Bình Thọ hàng năm, nơi đây còn có Văn tế Chúa Sơn lâm Mãnh hổ chi thần để xướng lên trong lễ Bầu Ông. Bên cạnh đó, Miếu thờ Bạch hổ đường Bến Phú Định, Quận 8 có lệ cúng hàng năm vẫn còn tục Bầu Ông nhưng chưa bài bản như ở Bình Thọ. Tập tục Bầu Ông là lễ thức riêng của đình Bình Thọ và các đình khác tại Thành phố không có, mặc dù các đình khác có miếu hay đàn thờ "Sơn quân".
Lễ Bầu Ông ở đình Bình Thọ được tổ chức đúng vào lúc 0 giờ khuya ngày 15 rạng ngày 16 tháng 2 âm lịch hàng năm, tức đêm trước ngày tổ chức Đại lễ Kỳ yên của đình. Đây là một lễ thức trang nghiêm và quy củ có tính chất điển lệ chứ không phải là hình thức thực hành nghi lễ dân gian, lễ vật chu đáo (một con heo sống, một cỗ xôi trắng) với nghi thức tế lễ do học trò lễ thực hiện, có nhạc lễ tấu, theo lời xướng đọc nghi thức lễ bái, dâng lễ vật của viên chấp sự. Tục Bầu Ông ở Bình Thọ có một bản văn tế chữ Hán được khắc trên gỗ cất giữ ở chùa Linh Sơn gần đình và mỗi khi tế lễ lại được in ra để xướng đọc và đốt đi.
Điều này có khác với tập tục ở nơi khác, ở chỗ thay vì văn tế là một văn bản đựng trong cái ống tre gọi là "Tờ cử", có nội dung rằng dân làng đồng lòng cử ông Cọp làm Hương cả. Mỗi năm, cứ đúng lệ, ông Cọp ra nhận lễ vật cùng "tờ cử" mới và trả lại "tờ cử" cũ. Nghi thức của lễ Bầu Ông ở đình Bình Thọ đã được nâng cấp theo điển lệ tế tự chính thống Nho giáo, chứ không dừng lại ở hình thức cúng lễ các thần linh dân gian. Điều này cũng chỉ ra tầm mức quan trọng của tín ngưỡng thờ cọp đối với cộng đồng cư dân ở đây, đặc biệt là được bảo lưu khá lâu dài so với các địa phương khác; theo đó, tuồng như tín lý thờ cọp cũng biến đổi theo thời gian, chứ không phải được bảo thủ nguyên vẹn.
Theo ghi chép trong bài Văn tế cổ truyền được xướng đọc trong lễ Bầu Ông thì Thần Hổ được gọi là "Chúa Sơn lâm Mãnh hổ chi thần" trong khi đó trên bài vị ở đàn thờ lại đắp nổi hai chữ Hán: "Bạch hổ" với phù điêu ở tấm hậu chẩm đắp nổi hình hổ trắng đứng ở góc trái (từ trước nhìn vào) trên bối cảnh "sơn lâm". Danh hiệu ghi trong văn tế thuộc tín lý truyền thống phổ biến trong tín ngưỡng thờ hổ ở Nam Bộ cũng như Bình Thọ: "Sơn quân chi thần" hay gọi tắt "Sơn quân" (như ở đình Trường Thọ, kế bên đình Bình Thọ), "Sơn lâm Hổ lang chi thần", "Mãnh hổ Đại tướng quân", "Lý Nhĩ Đại tướng quân", "Sơn quân Mãnh hổ Lý Nhĩ chi thần".